# 桐山秀樹
桐山 秀樹（きりやま ひでき、1954年2月4日 - 2016年2月6日）は、日本出身のノンフィクション作家。

## 来歴
愛知県名古屋市出身。妻（パートナー）は吉村祐美（文芸評論家）。学習院大学法学部卒業後、雑誌記者を経てフリーランスに。ホテル業界をはじめ、旅行やリゾート、レストランといったサービス業のビジネス動向を描いた『ホテル戦争』などの著作で知られる。2010年に糖尿病と診断され、江部康二（京都・高雄病院医師）との出会いをきっかけに糖質制限食により20kg超の大減量を果たす。その経緯を綴った『おやじダイエット部の奇跡』がベストセラーになり類書を多数執筆。
2016年2月6日、滞在先のホテルで心不全のため死去。62歳没。

## 著書
- 『シティホテルの’居住学'』グロビュー社 1984
- 『第二の人生いい処見つけた』新潮社 1987
- 『どこが居よいか住みよいか 海外セカンドライフ事情 現地調査最新情報』双葉社 1987
- 『現代ジパング見聞録』世界文化社 1989
- 『海外旅行の七不思議』マガジンハウス 1994
- 『じゃじゃ馬真紀子が行く 田中真紀子激奮記』徳間書店 1994　のち文庫
- 『日本人改造講座 在日外国人が本音で語る』東洋経済新報社 1994
- 『日本別荘地物語』福武書店 1994
- 『海外旅行の達人 プロが教える本当のノウハウ37項』PHP研究所 1995
- 『「船井幸雄」の人間力 "癒しの時代"の人生コンサルタント、その人気の秘密』オーエス出版 1996
- 『超職人 ハイテク日本を支える24人の男たち』PHP研究所 1997
- 『荒木経惟の「物語」 「天才」アラーキーの虚構と真実』アスキー 1998
- 『Aクラス海外旅行 個人旅行テクニカル・ガイド・ブック』マガジンハウス 1999
- 『目利き シリコンバレーのスター経営者たちが最も信頼する日本人』日経BP社 1999
- 『IT鑑定眼 CTC「共に勝つ!」経営の強さ』文春ネスコ 2000
- 『最強のネット企業・AOL マイクロソフトとの熾烈な対決』PHP研究所 2001
- 『プリンスの墓標 堤義明怨念の家系』新潮社 2005
- 『ホテル戦争 「外資vs老舗」業界再編の勢力地図』角川oneテーマ21 2005
- 『マンガ道、波瀾万丈 みんなが泣いた、笑った名作はこうして誕生した』徳間書店 2005
- 『頂点のサービスへようこそ リッツ・カールトンvs.ペニンシュラ』講談社 セオリーブックス 2007
- 『船井電機社長・船井哲良の「終わらない挑戦」 八〇歳でも現役社長!』講談社 2007
- 『M&A残酷物語 その時、あなたはどうする』中公新書ラクレ 2008
- 『この街は、なぜ元気なのか? 北海道伊達市モデル』かんき出版 2008
- 『社長が入社式で鉋をかける理由 アキュラホーム・宮沢俊哉の「ニッポン住宅維新」』講談社 2008
- 『ほんとうは恐ろしい結婚式 ブライダル・コーディネーターは見た』プレジデント社 ピンポイント選書 2008
- 『旅館再生 老舗復活にかける人々の物語』角川oneテーマ21 2008
- 『「アエラ族」の憂鬱 「バリキャリ」「女尊男卑」で女は幸せになったか』PHP研究所 2009
- 『顧客対応力経営 小さな会社だからこそ出来る!』幻冬舎メディアコンサルティング 2009
- 『スミダ式国際経営 グローバル・マネジメントの先進事例』幻冬舎メディアコンサルティング 2010
- 『糖質制限ダイエットで何の苦もなく糖尿病に勝った!』扶桑社新書 2011
- 『「糖尿病治療」の深い闇 糖質制限食はなぜ異端視されてきたのか』東洋経済新報社 2011　『糖尿病が劇的改善! ジャーナリストの糖質制限奮戦記』朝日文庫
- 『ドラッカー流健康マネジメントで糖尿病に勝つ』講談社+α新書 2011
- 『ホルモンを制すれば男が蘇る 男性更年期克服最前線』講談社+α新書 2011
- 『おやじダイエット部の奇跡 「糖質制限」で平均22kg減を叩き出した中年男たちの物語』マガジンハウス 2012　のち文庫
- 『外食・ズボラ・満腹OKダイエット 「糖質制限食」の驚くべき効果』ワニブックス〈plus〉新書 2012
- 『50代から健康体に生まれ変わる! 新しい生活習慣〈健康IQ〉を高めて』扶桑社 2013
- 『糖質制限おやじダイエットハンドブック 超簡単レシピ82!』洋泉社 2013
- 『糖質制限男女50人奇跡の物語』宝島社新書 2013
- 『部屋の記憶 映画監督、名優、文豪、芸術家が愛した空間を泊まり歩く、名旅館巡礼記』菊地和男写真 六耀社 2013
- 『おやじダイエット部の野望 80kg台から20kg減に! 「糖質制限」を続けて健康と?身を手に入れた中年男たちの物語』KADOKAWA 2014
- 『奇跡のおやじ・デジタル入門 60歳パソコン歴ゼロでも1週間でフェイスブックをマスター!!』マガジンハウス 2014
- 『じつは「おもてなし」がなっていない日本のホテル』PHP新書 2014
- 『男50代からの若い体のつくり方』三笠書房 知的生きかた文庫 2015
- 『脱・メタボ14日間の旅! おやじダイエット部新入部員』徳間書店 2015
- 『おやじダイエット部の逆襲 糖質制限難民を救え!』ぴあ 2015

### 共著・監修
- デーブ・スペクター『文明退化の音がする』構成 新潮社 1987
- 『オーストラリア大自然の旅』橋本僐元共著 新潮社 とんぼの本 1989
- 『軽井沢ものがたり』吉村祐美,宮下常雄共著 新潮社 とんぼの本 1998
- 『クラシック名曲と恋』吉村祐美共著 日本放送出版協会 生活人新書 2003
- 『おやじダイエット部の奇跡のレシピ』江部康二,大柳珠美共監修 マガジンハウス 2012
- 『おやじ必読!愉しく続ける糖質制限ダイエット』吉村祐美共著 江部康二監修 世界文化社 2012　のち新潮文庫
- 『軽井沢という聖地』吉村祐美共著 NTT出版 2012
- 『知的おやじダイエット3週間実践日誌 3週間で20kg痩せた!リアルなレシピを皆伝』吉村祐美料理 講談社 2012
- 『糖質オフ満腹おつまみレシピ お酒もお肉もOK!太らない!』監修 扶桑社 別冊エッセポケットシリーズ 2012
- 『おやじダイエット部の痩せる外食』江部康二,大柳珠美共監修 マガジンハウス 2013
- 『軽い体をつくる!糖質制限の太らない生活』江部康二共監修 洋泉社mook 2013
- 『自分の好きな「糖質制限」レシピにしたら、リバウンド知らずで、7キロ痩せました! おやじダイエット部コミック班の奇跡』うえやまとち共著 マガジンハウス 2013
- 『糖質制限なでしこダイエット部の大逆転!』吉村祐美共著 江部康二監修 世界文化社 2013
- 『太る生き方太らない生き方 「糖質制限」「食べる順番」「食べる時間」の組み合わせで克服する「肥満」、そして「健康に長生き」する方法』吉村祐美共著 実業之日本社(発売) 2013
- 『アルツハイマーは脳の糖尿病だった』森下竜一共著 青春新書INTELLIGENCE 2015
- 『「細マッチョ」が最後に笑う 糖質制限+生物進化体操で、孫と走れる身体になる』中村巧共著 中央公論新社 2015